# Чепраков Андрій Андрійович
Андрій Андрійович Чепраков (нар. 17 січня 2006, Україна) — український футболіст, центральний захисник словацького «Погроньє».

## Життєпис
Вихованець одеського футболу. У ДЮФЛУ з 2019 по 2022 рік грав за місцеві клуби ДЮСШ-11 та «Чорноморець». У сезоні 2022/23 років грав за «моряків» у юнацькому чемпіонаті України. На початку вересня 2023 року виїхав до Чехії, де підписав контракт з «Карвіною». Проте виступав лише за юнацьку команду, за яку в чемпіонаті зіграв 7 матчів та відзначився 1-м голом.
16 липня 2024 року став гравцем «Погроньє». На профеійному рівні дебютував за команду 26 липня 2024 року в переможному (3:2) домашньому поєдинку 1-го туру Другої ліги Словаччини проти резервної команди «Жиліни». Андрій вийшов на поле на 85-й хвилині замість Юрая Теплана.